# Sanatoriul Agigea, Constanța
Sanatoriul Agigea este un sat în comuna Agigea din județul Constanța, Dobrogea, România.
La recensământul din anul 2002, localitatea avea 368 locuitori, din care 362 de naționalitate română.
 Acest articol despre o localitate din județul Constanța este deocamdată un ciot. Puteți ajuta Wikipedia prin completarea lui.